# Yahoo!搜尋人氣大獎2008
YAHOO!搜尋人氣大獎2008，（又稱第6屆Yahoo！搜尋人氣大獎），於2008年12月10日假香港展覽中心舉行，主題為「搜尋最愛 繼續喝采 人氣獎項 由你主宰」，當晚共頒發49個項目，當中20項為音樂獎項，11項為電視及電影獎項，14項為社會焦點獎項，更設4項至尊獎項。以下為當晚的得獎名單：

## 得獎名單

### 音樂獎項
- Yahoo!Music十大人氣歌曲2008
  - 《I Miss You》 ——陳柏宇
  - 《與蝶同眠》 ——容祖兒
  - 《下次再見》 ——古巨基
  - 《只要和你在一起》 ——孫耀威
  - 《三十日》 ——側田
  - 《MAKE A WISH》 ——蔡卓妍
  - 《櫻花樹下》 ——張敬軒
  - 《囍帖街》 ——謝安琪
  - 《分手要狠》——吳雨霏
  - 《撈月亮的人》 ——楊千嬅
- Yahoo!Music人氣合唱歌曲 2008
  - 《寫得太多》 ——麥浚龍、倫永亮
  - 《一事無成》 ——周柏豪、鄭融
  - 《四面楚歌》 ——關楚耀、謝安琪
- Yahoo!Music人氣MV 2008
  - 《野百合》 ——鍾舒漫
  - 《小蠻腰》 ——泳兒
  - 《分手要狠》——吳雨霏
- Yahoo!Music人氣國語歌曲 2008
  - 《小酒窩》 ——林俊杰、蔡卓妍
- 華語歌曲
  - 《最美麗的第七天》 ——泳兒
  - 《歌。頌》 ——陳奕迅
  - 《勁歌金曲2情歌王》 ——古巨基
- 歌詞
  - 《我的最愛》 ——方力申、鄧麗欣
- 搜尋人氣電視劇集歌曲
  - 《愛不疚》 ——林峯
- 樂壇新勢力（男歌手）
  - 陳偉霆
  - 歐陽靖
  - 徐浩
- 樂壇新勢力（女歌手）
  - 方珈悠
  - 馮曦妤
  - 鄧紫棋
- 樂壇新勢力（組合）
  - Mr.
  - Square
  - RubberBand
- 搜尋人氣急升新人
  - 鍾嘉欣
- Yahoo!Music最受歡迎男歌手
  - 張敬軒
- Yahoo!Music最受歡迎女歌手
  - 楊千嬅
- 本地男歌手
  - 古巨基
- 國際男歌手
  - 周杰倫
- 本地女歌手
  - 容祖兒
- 國際女歌手
  - 楊丞琳
- 本地音樂男子組合
  - 農夫
- 本地音樂女子組合
  - HotCha
- 國際音樂組合
  - 棒棒堂

### 電視及電影獎項
- 本地男演員
  - 方力申
- 國際男演員
  - 吳尊
- 本地女演員
  - 鄧麗欣
- 國際女演員
  - 楊丞琳
- 本地電影
  - 我的最愛
- 國際電影 
  - 功夫熊貓
- 電視男藝人
  - 林峯
- 電視女藝人
  - 佘詩曼
- 電視劇集
  - 溏心風暴之家好月圓
- 綜藝節目
  - 鐵甲無敵獎門人
- 搜尋人氣急升電視藝人
  - 黃宗澤
  - 鄭嘉穎
  - 陳法拉

### 社會焦點獎項
- 政府部門
  - 天文台
- 政界人物
  - 黃毓民
- 財經股市焦點
  - 東亞銀行
- 新聞時事
  - 四川大地震
- 新聞焦點人物
  - 陳冠希
- 旅遊熱點
  - 澳門
- 電腦遊戲
  - 巨商
- 蒲點
  - 海洋公園
- 學府
  - IVE
- 球會
  - 南華足球隊
- 慈善機構
  - 紅十字會
- 運動員
  - 劉翔
- 在榜上停留時間最長的項目
  - 四川大地震
- 搜尋次數最多的項目
  - 四川大地震

### 至尊獎項
- 圖片搜尋次數最多的人物
  - 鄧麗欣
- 最高人氣星之BLOG 
  - 傅穎
- 最高人氣星之Video 
  - 楊千嬅
- 歷年搜尋次數累積最多的人物
  - 容祖兒

## 參看
- YAHOO!搜尋人氣大獎